# Provincia de Örebro
La provincia de Örebro (en sueco: Örebro län) es una provincia de Suecia. Tiene una población estimada, a fines de marzo de 2025, de 308 208 habitantes.
Cuenta con un comité administrativo de o länsstyrelse, el cual es nombrado por el gobierno. También posee un concejo o landsting, el cual es la representación municipal nombrada por el electorado del condado. La provincia cubre buena parte de la comarca histórica (landskap) de Närke' o Nerike (así como un región en el oeste del landskap de Västmanland).
Su monumento más característico es el famoso castillo, que se comenzó a construir en el siglo XIV por Magnus Ericsson, uno de los primeros reyes suecos.
En 1977 se creó la universidad de esta ciudad, que es una de las más modernas y reputadas del país y tiene uno de los edificios más emblemáticos de la ciudad, el "Kårhuset".

## Historia
El condado de Örebro ha existido durante dos épocas, la primera durante el periodo 1639-54, y la segunda a partir de 1779.
Antes de 1639, el condado de Örebro formaba parte del condado de Närke y Värmland, que entonces estaba formado por Närke, Värmland, Dalsland y la parte de Westmanland del actual condado de Örebro, excepto Fellingsbro Härad.
En 1639, se formó el condado de Örebro, que consistía en el actual condado con la excepción de Fellingsbro Härad, que pertenecía a Västerås Landshövdingedöme.
En 1640, el distrito de Fellingsbro, formado en la segunda mitad del siglo XVI y compuesto por las parroquias de Fellingsbro, Näsby y Ervalla, fue transferido al estado de Örebro. El condado tenía entonces aproximadamente el mismo tamaño que el actual.
En 1642-48 se creó el län de Järle, más tarde län de Nora. Las parroquias de Nora, Grythyttan (con Hällefors), Linde, Ramsberg, Ljusnarsberg, Skinnskatteberg se separaron entonces del condado de Örebro, y junto con los distritos de Odensvi y Malma en Västmanland, así como la ciudad y la parroquia de Filipstad, la parroquia de Karlskoga, la explotación forestal de Varnum y el molino de Kropps en Värmland formaron el nuevo condado.
En 1648, las partes separadas del condado fueron devueltas al condado de Örebro, que entonces tenía aproximadamente el mismo tamaño que el condado actual.
En 1654, Värmland se incorporó al condado, formando los condados de Närke y Värmland.
En 1779 se separó el condado de Värmland y se restableció el de Örebro.
En 1878, la llamada raya de Regna, en la parroquia de Övre Svennevads o Bo, fue transferida a la parroquia de Regna, en el condado de Östergötland. Las granjas Tyrisfall, Anderstorp, Djurslanda, Mörtsjö, Malma y Botten pertenecían hasta entonces a la parroquia de Bo, Sköllersta härad en Närke.
En 1890, partes de la parroquia de Fellingsbro fueron transferidas a la parroquia de Västra Skedvi, en el condado de Västmanland. Además, una parte de la parroquia de Askers fue transferida a la parroquia de Västra Vingåkers en el condado de Södermanland y una parte de la parroquia de Nysunds fue transferida a la parroquia de Visnum en el condado de Värmland. Las islas de Rökneön y Röknehuvud fueron transferidas de la parroquia de Västra Ny, en el condado de Östergötland, a la parroquia de Hammar, en el condado de Örebro.
En 1900, parte de la parroquia de Skinnskatteberg, en el condado de Västmanland, fue transferida a la parroquia de Ramsberg, mientras que una zona de la parroquia de Ramsberg fue transferida a la parroquia de Skinnskatteberg.
En 1950, una pequeña zona de la parroquia de Ljusnarsberg fue transferida a la parroquia de Grangärde, en el condado de Kopparberg.
En 1952 la parroquia de Bjurtjärns fue transferida al condado de Värmland.
En 1954, algunas partes de la parroquia de Godegårds, en el condado de Östergötland, fueron transferidas a la comunidad de Zinkgruvans, en la parroquia de Hammars.
En 1963, una zona alrededor de Malingsbo-Kloten con 3 habitantes y una superficie de 2,01 kilómetros cuadrados fue transferida de la parroquia de Malingsbo en Dalarna a la parroquia de Ramsberg y al condado de Örebro.
En 1967, las parroquias de Finnerödja y Tiveds fueron recibidas del condado de Skaraborg.
En 1974, la parroquia de Götlunda fue transferida al condado de Västmanland.

## Geografía
La llanura meridional del Närke, el norte boscoso y las tierras altas del oeste conforman un paisaje variado. El condado de Örebro está situado entre los cuatro grandes lagos de Suecia y tiene costa en dos de ellos. La capital, Örebro, se encuentra junto a Hjälmaren, situada ligeramente hacia el interior a lo largo de Svartån.
La zona sur del condado tiene un clima de transición entre oceánico y continental, con veranos cálidos e inviernos fríos y variables. En julio, la temperatura máxima de Örebro ronda los 23 °C y en invierno, los 0 °C. Las heladas son frecuentes de noviembre a abril. La proximidad a los grandes lagos modera un poco las temperaturas invernales, lo que reduce los efectos continentales de su posición en el interior. Las zonas del norte del condado son ligeramente más frescas durante todo el año. Las temperaturas de verano en la llanura del Närke son de las más cálidas de toda Escandinavia y, por extensión, del norte de Europa.

## Municipios de Örebro

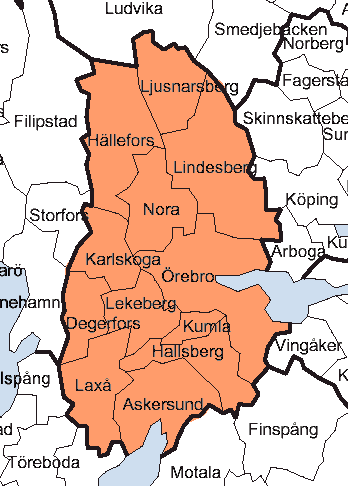
Municipios de la provincia de Örebro.

Los municipios o comunas de que consta la provincia de Örebro son: 
- Askersund
- Degerfors
- Hällefors
- Hallsberg
- Karlskoga
- Kumla
- Laxå
- Lekeberg
- Ljusnarsberg
- Lindesberg
- Nora
- Örebro

## Ciudades de Örebro
Las poblaciones más grandes en la provincia de Örebro son:
- Örebro
- Karlskoga
- Kumla
- Lindesberg
- Degerfors